# (3133) Sendai
(3133) Sendai (A907 TC) – planetoida z pasa głównego asteroid okrążająca Słońce w ciągu 3,22 lat w średniej odległości 2,18 au. Odkryta 4 października 1907 roku.